# Поворотный пункт (фильм, 1977)
«Поворо́тный пункт» (англ. The Turning Point — поворотный момент, точка невозврата) — американский художественный фильм об артистах балета с Энн Бэнкрофт и Ширли Маклейн в главных ролях, дебют в кино танцовщика Михаила Барышникова. Картина получила наибольшее количество номинаций на премию «Оскар» (11) среди тех фильмов, которые в итоге не были удостоены ни одной награды (делит этот рекорд с картиной «Цветы лиловые полей»).

## Сюжет
Диди Роджерс покидает известную нью-йоркскую балетную труппу, забеременев от Уэйна, другого танцора труппы. После свадьбы они переезжают в Оклахома-Сити, где открывают танцевальную студию. Эмма Джеклин остается в труппе и со временем становится прима-балериной и известной фигурой в балетном сообществе.
Во время гастролей труппы и выступления в Оклахома-Сити Диди с семьей отправляются посмотреть спектакль, а затем устраивают приём в честь труппы у себя дома. На вечеринке дочь Диди Эмилию, начинающую танцовщицу, которая также является крестницей Эммы, приглашают на следующий день на занятия с труппой. После этого Эмилии предлагают присоединиться к труппе, но она не сразу принимает предложение, так как хочет все обдумать. Диди и Уэйн решают, что ДиДи должна поехать в Нью-Йорк вместе с Эмилией, которая довольно застенчива и не так легко заводит друзей, как её младшая сестра Джанин. Тем временем их сын, Итан, получает стипендию на летнюю программу компании, а Уэйн с Джанин остаётся в Оклахома-Сити.
Оказавшись в Нью-Йорке, они снимают несколько комнат над Карнеги-холлом у мадам Дахаровой, балетного педагога. Вскоре у Эмилии завязываются отношения с русским танцором из труппы Юрием. Однако, застукав Юрия с другой танцовщицей, Кэролин, Эмилия от горя напивается в баре перед выступлением. Эмма берет ситуацию в свои руки, приводит Эмилию в чувство и помогает ей закончить выступление. Это злит Диди, которая из-за короткого романа с бывшим дирижёром труппы спровоцировала конфликт с Эмилией. Тем временем Эмма хочет заставить хореографа Арнольда даь ей лучшую партию в своем новом балете, но тот отказывается и предлагает на эту роль Эмилию. Диди возмущается, что Эмма обожает Эмилию и уделяет ей много внимания, ведь Диди пожертвовала карьерой ради семейной жизни, а самаЭмма решила не иметь детей и добиться успеха в качестве балерины. Диди обвиняет Эмму в том, что та подговорила ей забеременеть и родить ребенка от Уэйна, а Эмма взамен смогла сыграть главную роль в «Анне Карениной».
В конце концов Эмма и Диди начинают драку на крыше Карнеги-холла, но вскоре мирятся; Диди признается, что завидует жизни Эммы, а Эмма признается, что «сделала бы все», чтобы получить главную роль в «Анне Карениной».
Благодаря своему потрясающему выступлению в балете Арнольда Эмилия получает главную роль роль в «Спящей красавице» вместе со своим бывшим возлюбленным Юрием, и они с Юрием мирятся и договариваются о профессиональном партнерстве и ни о чем больше. Диди признаётся мужу, что довольна своей жизнью и решением оставить профессиональный балет ради семьи. Эмма смиряется с тем, что дни её выступлений сочтены, и она должна двигаться дальше. Диди и Эмма выходят на сцену и вместе предаются воспоминаниям.

## В ролях
- Ширли Маклейн — Диди Роджерс, бывшая балерина труппы (прототип — Изабель Мирроу-Браун[англ.]).
- Энн Бэнкрофт — Эмма Джеклин, стареющая прима-балерина (прототип — Нора Кей[англ.]).
- Том Скерритт — Уэйн Роджерс, бывший танцор труппы, женатый на Диди (прототип — Келли Браун).
- Лесли Браун — Эмилия Роджерс, молодая балерина, начинающая профессиональную подготовку (прототип — она сама}).
- Михаил Барышников — Юрий Копейкин, русский танцовщик, возлюбленный Эмилии.
- Марта Скотт — Аделаида, бывшая танцовщица, ныне руководительница балетной труппы (прототип — Лючия Чейз).
- Джеймс Митчелл[англ.] — Майкл Кук, художественный руководитель балетной труппы (прототип Джером Роббинс)
- Александра Данилова — мадам Дахарова, балетный педагог.
- Лиза Лукас — Джанин Роджерс, сестра Эмилии (прототип — Элизабет Браун).
- Филип Сондерс — Итан Роджерс, брат Эмилии, который также занимается балетом (прототип — Итан Браун).
- Антуанетт Сибли — Севилла Хаслам, балерина.
- Маршалл Томпсон — Картер, женатый мужчина, с которым встречается Эмма.
- Старр Даниас — Кэролин, балерина ради которой Юрий бросает Эмилию.
- Зербе, Энтони[англ.] — Джо «Рози» Розенберг, женатый бывший дирижёр труппы, с которым у Диди роман.
- Дэниел Леванс — Арнольд Бергер, своенравный хореограф труппы.

В балетных сценах фильма снимались Фернандо Бухонес, Люсетт Альдус, Сьюзен Фаррелл, Марсия Хайде, Питер Мартинс, Марианна Черкасская, Александр Минц и другие артисты Американского театра балета.
В фильме использовалась фрагменты спектаклей из репертуара Американского театра балета. Также специально для фильма хореографию делали балетмейстеры Джордж Баланчин и Алвин Эйли.
Прототипом директора труппы Майкла Кука (Джеймс Митчелл) стал балетмейстер Джером Роббинс. Исполнительница роли Эмилии Лесли Браун — крестница балерины Норы Кей, жены режиссёра Герберта Росса. Свою дебютную роль в картине она получила благодаря тому, что от неё отказалась прима-балерина Гелси Керкланд. Основой для сценария была история двух балерин — жены Росса Норы Кей и её подруги Изабель Мирроу-Браун, дочь которой только начинает свою балетную карьеру — таким образом, Лесли сыграла роль, прототипом которой была она сама.
Для Михаила Барышникова это также была первая роль в художественном кино. В одной из сцен фильма поёт под гитару фрагмент песни своего друга Владимира Высоцкого «Если я богат как царь морской…» («Дом хрустальный»). И Браун, и Барышников были номинированы на премии «Золотой глобус» и «Оскар» за лучшую роль второго плана.

## Награды и номинации
| Премия                              | Категория                            | Номинант                                                     | Результат |
| ----------------------------------- | ------------------------------------ | ------------------------------------------------------------ | --------- |
| «Оскар»                             | Лучший фильм                         | Герберт Росс, Артур Лорентс                                  | Номинация |
| «Оскар»                             | Лучший режиссёр                      | Герберт Росс                                                 | Номинация |
| «Оскар»                             | Лучшая женская роль                  | Энн Бэнкрофт                                                 | Номинация |
| «Оскар»                             | Лучшая женская роль                  | Ширли Маклейн                                                | Номинация |
| «Оскар»                             | Лучшая мужская роль второго плана    | Михаил Барышников                                            | Номинация |
| «Оскар»                             | Лучшая женская роль второго плана    | Лесли Браун                                                  | Номинация |
| «Оскар»                             | Лучший оригинальный сценарий         | Артур Лорентс                                                | Номинация |
| «Оскар»                             | Лучшая операторская работа           | Роберт Сёртис                                                | Номинация |
| «Оскар»                             | Лучший монтаж                        | Уильям Рейнольдс                                             | Номинация |
| «Оскар»                             | Лучшая работа художника-постановщика | Альберт Бреннер, Марвин Марч                                 | Номинация |
| «Оскар»                             | Лучший звук                          | Теодор Содерберг, Пол Уэллс, Дуглас О. Уильямс, Джерри Джост | Номинация |
| «Золотой глобус»                    | Лучший фильм — драма                 |                                                              | Победа    |
| «Золотой глобус»                    | Лучший режиссёр                      | Герберт Росс                                                 | Победа    |
| «Золотой глобус»                    | Лучшая женская роль — драма          | Энн Бэнкрофт                                                 | Номинация |
| «Золотой глобус»                    | Лучшая мужская роль второго плана    | Михаил Барышников                                            | Номинация |
| «Золотой глобус»                    | Лучшая женская роль второго плана    | Лесли Браун                                                  | Номинация |
| «Золотой глобус»                    | Лучший сценарий                      | Артур Лорентс                                                | Номинация |
| BAFTA                               | Лучшая женская роль                  | Энн Бэнкрофт                                                 | Номинация |
| Национальный совет кинокритиков США | Лучший фильм                         |                                                              | Победа    |
| Национальный совет кинокритиков США | Лучшая женская роль                  | Энн Бэнкрофт                                                 | Победа    |
| Национальный совет кинокритиков США | Лучшая мужская роль второго плана    | Том Скерритт                                                 | Победа    |
| Премия Гильдии режиссёров США       | Лучший режиссёр                      | Герберт Росс                                                 | Номинация |
| Премия Гильдии сценаристов США      | Лучшая оригинальная драма            | Артур Лорентс                                                | Победа    |